# Samoasolfjäderstjärt
Samoasolfjäderstjärt (Rhipidura nebulosa) är en fågel i familjen solfjäderstjärtar inom ordningen tättingar.

## Utbredning och systematik
Samoasolfjäderstjärt delas in i två underarter:
- Rhipidura nebulosa nebulosa – förekommer i bergen på Upolu (Samoa)
- Rhipidura nebulosa altera – förekommer i bergen på Savai'i (Samoa)

## Status
IUCN kategoriserar arten som livskraftig.

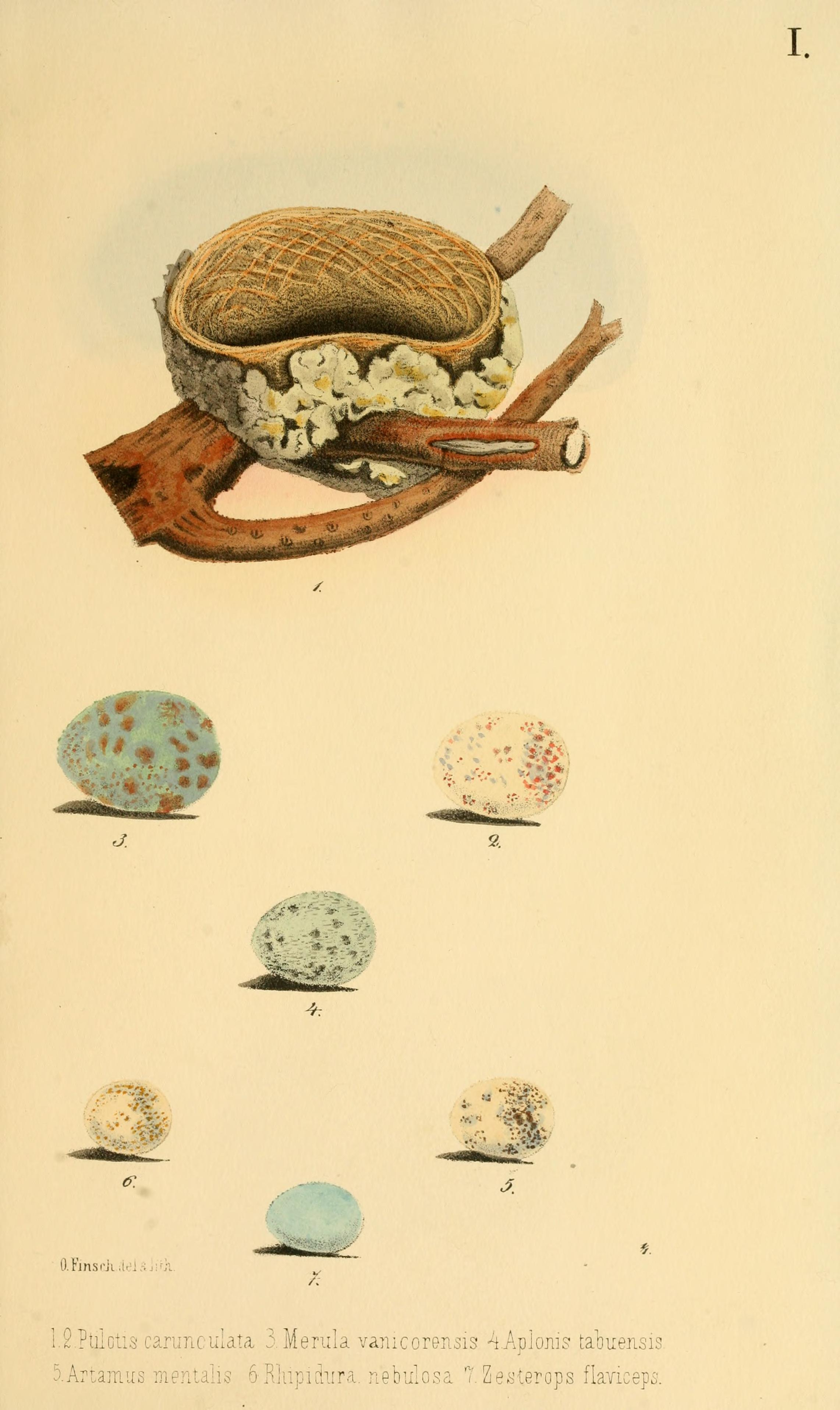